# Jim Cornette
James E. Cornette (* 17. September 1961, als James Mark Cornette in Louisville, Kentucky) ist ein US-amerikanischer Manager, Kommentator, Promoter, Agent und Booker im Wrestling. Er arbeitete im Laufe seiner Karriere in einer Vielzahl von Ligen und gilt gemeinhin als einer der bedeutendsten Wrestlingmanager aller Zeiten. In den späteren Jahren seiner Karriere konzentrierte sich Cornette hauptsächlich auf Backstage-Positionen und zog sich von seiner Rolle als Manager vor der Kamera zurück. Seit 2019 widmet sich Cornette voll seiner Tätigkeit als Podcaster.

## Karriere
Jim Cornette war bereits in seiner Kindheit Wrestling-Fan und begann schon mit 15 Jahren unter anderem als Fotograf und Ringsprecher bei Wrestlingveranstaltungen zu arbeiten. 1982 wurde er vom Promoter Jerry Jarrett in eine Storyline eingearbeitet, in der Cornette als Manager von jedem seiner Klienten nach jeweils einem Match gefeuert wurde. Dabei managte Cornette u. a. Sherri Martel, Dutch Mantell und Crusher Broomfield, der später als The One Man Gang und Akeem – The African Dream Berühmtheit erlangte.

### Mid-South Wrestling
1983 holte Bill Watts Dennis Condrey und Bobby Eaton in seine Promotion Mid-South Wrestling und formte aus den beiden das Tag Team The Midnight Express. Watts sah Jim Cornettes Populiarität und engagierte ihn als Manager des Teams. Unter seiner Führung gewann der Midnight Express je zweimal die NWA World Tag Team Championship und die NWA United States Tag Team Championship. Cornette spielte bereits zu dieser Zeit die Rolle, die er für den Großteil seiner Karriere beibehalten sollte: Ein übermäßig lautstarker Heel, den die Fans nur zu gerne selbst verprügeln wollten, wenn es nicht die Gegner taten. Sein Gimmick war der eines unausstehlichen, reichen Muttersöhnchens, der als Zeichen seiner Zugehörigkeit zur Oberschicht stets einen Tennisschläger bei sich trug, den er oft in den Matches seiner Schützlinge als unerlaubte Waffe einzusetzen wusste.

### World Championship Wrestling
In den Jim Crockett Promotions, einem direkten Vorläufer der WCW, übernahm Cornette die Rolle des color commentator, also des Kommentators, der im Gegensatz zum play-by-play announcer weniger auf die Aktionen im Ring, sondern vielmehr auf Storylines, Hintergründe und Statistiken eingeht. Er kommentierte hauptsächlich an der Seite von Jim Ross. Ab 1989 arbeitete Cornette zusätzlich als einer der Booker der Liga. Wegen Meinungsverschiedenheiten zwischen ihm und Jim Herd, dem damaligen Vizepräsidenten, verließ Cornette die WCW, um seine eigene Liga zu gründen.

### Smoky Mountain Wrestling
1991 gründete Jim Cornette die Promotion SMW. Als Verfechter der alten Zeit, in der sich Wrestlingligen ausschließlich auf bestimmte Territorien beschränkten und nicht landesweit veranstalteten, übernahm er dieses Konzept auch für Smoky Mountain – die Shows der Liga fanden stets in Tennessee, Kentucky, West Virginia, Georgia und Carolina statt. Da dieses Vorgehen mittlerweile als veraltet angesehen wurde, blieb der Erfolg der Liga trotz einiger Stars aus, sodass Cornette eine Kooperation mit der WWF (heute WWE) einging. Zwar traten daraufhin einige Wrestler der SMW im landesweiten Fernsehen und bei Pay Per Views auf (insbesondere die Heavenly Bodies Tom Pritchard und Jimmy Del Ray), doch letztendlich profitierte die Liga weder in finanzieller Hinsicht, noch in Bezug auf die nationale Popularität von der Zusammenarbeit. Cornette entschied sich 1995, Smoky Mountain zu schließen. Später meinte er, es wäre die falsche Zeit für die Gründung einer Liga gewesen, da sich das Wrestling in einer Rezession befand, die erst 1996 endete.

### World Wrestling Federation / Entertainment
Während der angesprochenen Kooperation arbeitete Jim Cornette auch in der WWF als Manager, Kommentator und Booker. Seine bekannteste Rolle in den Shows hatte er als Sprachrohr des zweifachen WWF World Heavyweight Champion Yokozuna.
Nach dem Ende der SMW schloss Cornette einen Vollzeitvertrag mit der WWF ab. Er bildete das Stable Camp Cornette, das zu Beginn aus Yokozuna, Vader, Owen Hart und dem British Bulldog bestand. Nach dem Ende seiner Manager-Karriere hatte er einen letzten Auftritt vor WWF-Kameras bei der Gimmick Battle Royal bei WrestleMania XVII.
Hinter den Kulissen arbeitete Cornette weiterhin als Booker, sowie als Talentsichter, da er bereits bei Smoky Mountain ein Auge für zukünftige Stars bewiesen hatte. Nach einigen Auseinandersetzungen mit Chefbooker Vince Russo wurde er vom erstgenannten Posten entfernt. Später wurde Cornette Chefbooker und Teilhaber von Ohio Valley Wrestling; einer Farmliga der WWE. Hier stellte er erneut seine Fähigkeiten bei der Sichtung neuer Talente unter Beweis. Im Mai 2005 wurde er nach einer Auseinandersetzung mit Kevin Fertig für mehrere Wochen suspendiert. Zwei Monate später griff er den OVW-Wrestler Johnny Geo Basco körperlich an, nachdem dieser vor laufender Kamera über das Gimmick des Boogeyman lachte und somit Kayfabe brach, was den traditionsbewussten Cornette in Rage brachte. Die WWE entließ ihn daraufhin; sein Nachfolger bei OVW wurde Paul Heyman.

### Total Nonstop Action Wrestling
Im Juni 2006 schloss sich Cornette TNA an und übernahm die On-Screen-Rolle des Management Director. In dieser Funktion nahm er Jeff Jarrett den NWA World Heavyweight Championship nach einer strittigen Entscheidung im Main-Event von Slammiversary ab und erklärte den Titel für vakant. Bei der ersten Besprechung des Managements traf Cornette (in der Storyline) Ende Juni einige wichtige Entscheidungen; so entließ er Earl Hebner, löste die Gruppierung Team Canada auf und erklärte Jeff Jarrett nun doch zum neuen NWA World Heavyweight Champion.
Aufgrund persönlicher Schwierigkeiten Cornettes mit der TNA-Führung wurde sein auslaufender Vertrag nicht verlängert. So wurde Jim Cornette am 15. September 2009 im Rahmen der Storyline von der TNA entlassen.

### Ring of Honor

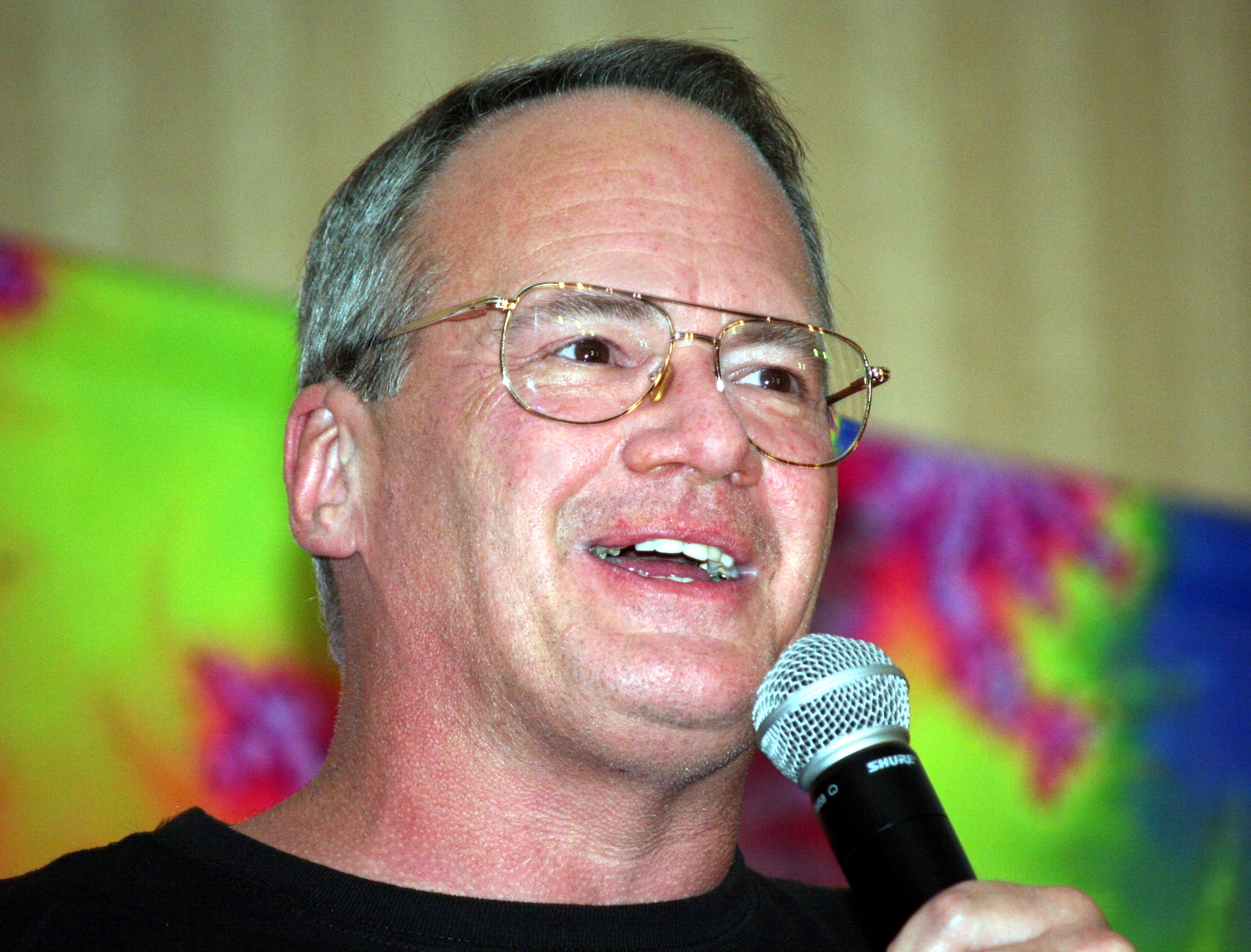
Jim Cornette 2014

Noch im selben Monat, während der Veranstaltung Glory By Honor VIII: The Final Countdown der Wrestling-Promotion Ring of Honor am 26. September 2009, verkündete Cornette, dass er dort fortan als Executive Producer arbeiten werde.
Am 3. November 2012 verletzte sich der Wrestler Steve Corino während den Dreharbeiten für ROH. Cornette hatte einen seiner berüchtigten Wutausbrüche, nachdem sich herausstellte, dass niemand vom ROH-Management vor Ort war, um Corino ins Krankenhaus zu begleiten oder für seine Erstversorgung zu zahlen. Nach Androhung von körperlicher Gewalt gegen das Leitungsteam wurde die Zusammenarbeit mit Cornette kurzfristig ausgesetzt und wenige Zeit später in gegenseitigem Einvernehmen beendet. Der Wrestler Hunter Johnston übernahm daraufhin Cornettes Position als Headbooker.

### What Culture Pro Wrestling / National Wrestling Alliance / Major League Wrestling
In den darauffolgenden Jahren arbeitete Jim Cornette als color commentator für What Culture Pro Wrestling (Refuse to Lose, True Legacy, State of Emergency), die NWA (The NWA 70th Anniversary Show, The Fourth Annual Jim Crockett Sr. Memorial Cup Tag Team Tournament, NWA Power) und Major League Wrestling (Intimidation Games, Rise of the Renegades, Battle Riot II,  Fury Road). Cornette gab am 13. Dezember 2019 bekannt, dass er sich offiziell als Wrestling-Kommentator zurückzieht.

## Podcasts
Nachdem Jim Cornette seine aktive Laufbahn als Wrestling-Promoter und Wrestling-Manager beendete, etablierte er sich als einer der erfolgreichsten Podcast-Hosts in der Branche. In seinen beiden Podcasts The Jim Cornette Experience und Jim Cornette’s Drive-Thru diskutiert er mit Co-Host Brian Last aktuelle Geschehnisse und Veranstaltungen, erklärt historische Zusammenhänge und beantwortet Fanfragen. Die beiden Podcasts belegen regelmäßig die ersten beiden Plätze im Apple Podcast Ranking in der Kategorie US Wrestling.